# Flávio Cuca
Pour les articles homonymes, voir Cuca.
Flávio Monteiro Santos dit Cuca est un footballeur brésilien né le 12 septembre 1970 à São Paulo (Brésil). 

## Biographie
Champion du Brésil avec le São Paulo Futebol Clube en 1992, il part tenter sa chance en Europe. En 1994-95, il éclate au FC Mulhouse, marquant 23 buts (22 selon d'autres sources). Il attire l'attention de l'AS Saint-Étienne qui se le fait prêter la saison suivante. 
C'est un fiasco : un doublé contre Le Havre, un but contre Strasbourg et plus rien. De retour à Mulhouse, il retrouve le chemin des filets : 12 buts lors de la saison 1996-97. Le club de Mulhouse ayant fait faillite en 1998, Cuca retourne au Brésil. 
Il ne jouera ensuite uniquement dans des clubs de seconde zone de son pays natal et terminera sa carrière là-bas.

## Carrière de joueur
- 1992-1994 : São Paulo FC  Brésil
- 1994-1995 : FC Mulhouse  France
- 1995-1996 : AS Saint-Étienne  France
- 1996-1998 : FC Mulhouse  France[1]